# 美雪沙織
美雪 沙織（みゆき さおり、1972年2月2日 - ）は、日本の元AV女優。
東京都出身。血液型:O型。身長:163cm。スリーサイズ:B88・W59・H88。

## 略歴・人物
1990年にダイヤモンド映像の専属女優としてAVデビュー。
1991年に引退。

## 出演作品

### アダルトビデオ
- 性戯の味方 只今参上 （1990年4月11日、ダイヤモンド映像、監督:大村文武） - 大村文武第1回監督作品。
- 真説・網走番外地 風を感じて。 （1990年5月15日、ビックマン、監督:伊勢鱗太朗）…共演:カルメンお雪、斉藤えりか
- 市原康祐の100%快楽シャワー （1990年6月11日、裸の王様、製作:伊勢鱗太朗、企画:鱗太朗商店、監督:市原康祐）
- 淫肉志願（1990年、裸の王様）…主演:小池みほ
- 熱血モロ撮り宣言（1990年7月21日、ビックマン）…共演:浅野真理亜・浅井理恵・相原ミキ・伊集院美子・島津れいこ・小池みほ・斉藤えりか
- セクシャルゲーム （1990年10月1日、ダイヤモンド映像）…主演:松坂季実子 他出演:黒木香
- はやすぎてもイケないの （1990年10月15日、裸の王様）…共演:松坂季実子、桜樹ルイ、野坂なつみ、田中露央沙、沙羅樹
- みんなそそっているぞ!! （1990年11月5日、ビックマン、監督:伊勢鱗太朗）
- ゴールデン・バニー沙織（1990年12月10日、金賞）
- ダイ・ハード 2 （1990年12月25日、ビックマン）
- み・ゆ・き （1991年2月5日、ビックマン、監督:伊勢鱗太朗）
- プリティー・ウーマン （1991年3月15日、ビックマン）
- 美雪沙織のお熱いのがお好き! （1991年4月15日、ビックマン、監督:伊勢鱗太朗）…共演:野坂なつみ
- 私生活のない女 （1991年5月15日、ビックマン、監督:伊勢鱗太朗）
- 美雪沙織のアメリカン・グラフティー （1991年6月15日、ビックマン）

## 書籍

### 写真集
- 愛の花 （1991年7月20日、ビックマン） - 撮影:中川秀樹
- 夢･･･きらら （ブルボン）

### 雑誌
- アップル通信 1990年8月号（表紙）